# گورگای تپه
گورگای تپه(تپه شهر کهنه)، تپه ای هفت هزار ساله در شهرکیان از توابع استان چهارمحال و بختیاری است. این تپه باستانی، درتاریخ ۱ دی ۱۳۴۸ با شماره ۸۸۷ به‌عنوان یکی از آثار ملی ایران ثبت شده است. پیشینه این محوطه متعلق به دوره پیش از تاریخ و خصوصا دوره نوسنگی به بعد است. آثار هفت هزار ساله این تپه بیانگر قدمت فراوان و اهمیت ثبت ملی این تپه می‌باشد. این تپه باستانی برای اولین بار در سال ۱۳۵۶ خورشیدی توسط آلن زاگارل، باستان‌شناس شهیر آلمانی مورد بررسی و گمانه زنی باستان شناختی قرار گرفت.